# Эстиль, Фруде
Фруде Эстиль (норв. Frode Estil; род. 31 мая 1972, Намсус, Нур-Трёнделаг) — норвежский лыжник, двукратный олимпийский чемпион 2002 года, 4-кратный чемпион мира. Всего за карьеру выиграл 13 наград Олимпийских игр и чемпионатов мира.
Свою первую награду на высшем международном уровне выиграл лишь в возрасте 28 лет. В 2001 году был признан лучшим спортсменом Норвегии. В 2007 году был удостоен Холменколленской медали. Завершил карьеру в 2007 году. Женат, 2 детей.

## Достижения

### Олимпийские игры
- 2 золота — эстафета и дуатлон в 2002 году (в дуатлоне разделил золото с Томасом Альсгордом)
- 2 серебра — 15 км в 2002 году и гонка преследования в 2006 году

### Чемпионаты мира
- 4 золота — эстафета (2001, 2003 и 2005) и 50 км в 2005 году
- 2 серебра
- 3 бронзы

## Интересные факты
- В Солджер Холлоу в Солт-Лейк-Сити, где Эстиль выиграл 2 золота и 1 серебро на Олимпиаде-2002, в его честь назван один из холмов
- Является поклонником английского футбольного клуба «Лидс Юнайтед»